# La meva única emoció
La meva única emoció (títol original: The Only Thrill) és una pel·lícula estatunidenca dirigida per Peter Masterson, estrenada l'any 1997. Ha estat doblada al català.

## Argument
Reece McHenry (Sam Shepard) és propietari d'un magatzem de roba i Carol Fitzsimmons (Diane Keaton) hi treballa com a modista. El film segueix la història de la seva relació amorosa des dels anys 1960 fins avui interessant-se també en la vida del fill de Reece, Tom (Robert Patrick), i de la filla de Carol, Katherine (Diane Lane).

## Repartiment
- Diane Keaton: Carol Fitzsimmons
- Sam Shepard: Reece McHenry
- Diane Lane: Katherine Fitzsimmons
- Robert Patrick: Tom Ryan McHenry
- Tate Donovan: Eddie
- Stacey Travis: Lola Jennings
- Sharon Lawrence: Joleen Quillet
- Brad Leland: Louis Quillet
- Brandon Smith: Mike

## Crítica
- "A més d'un aquesta història d'amor amb un punt de malenconia existencial li pot recordar "Els ponts de Madison". Però el papà de Mary Stuart Masterson no és Clint Eastwood (...) Es fa avorrida"[3]